# 진안 분지
진안 분지(鎭安 盆地, Jinan Basin)는 대한민국 전북특별자치도 내 마이산과 진안군 부귀면, 마령면, 완주군 상관면, 임실군 관촌면, 신덕면, 운암면에 걸쳐 있는 중생대 백악기의 육성 퇴적 분지로, 중생대 백악기의 육성 퇴적암 지층 진안층군(鎭安層群, Jinan Group)과 이를 관입 및 분출한 화산암으로 구성된다. 진안 분지는 북동-남서 방향의 주향 이동 단층인 광주 단층과 전주 단층의 우수향 전단운동에 따른 인장에 의해 형성된 주향이동 분지이다. 진안 분지의 규모는 길이 32 km, 폭 18 km 규모에 면적은 약 580 km2이다.

## 진안층군

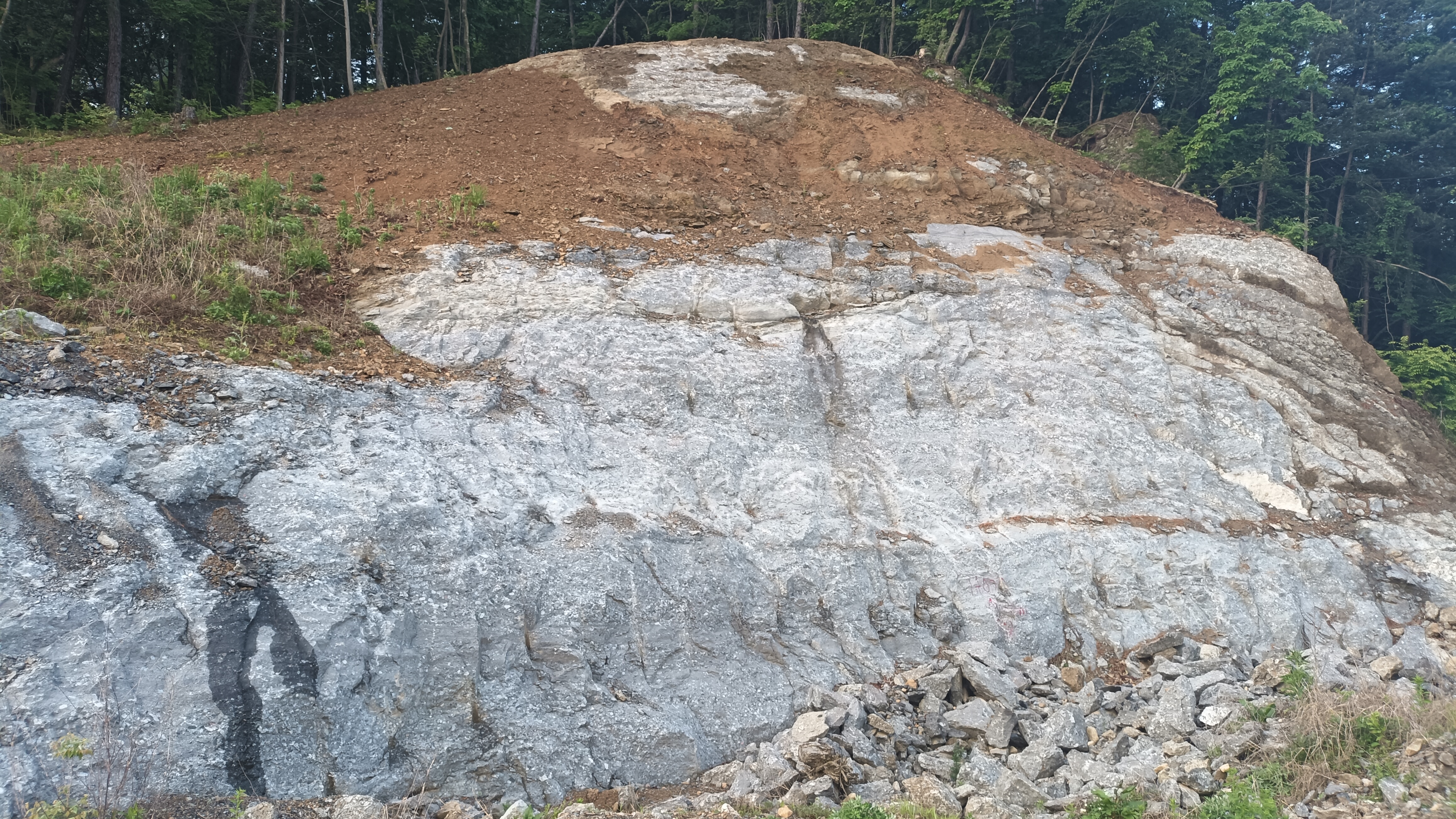
백악기 진안층군 산수동층, 진안군 마령면 동촌리

진안 분지를 구성하는 육성 퇴적암 지층 진안층군은 중생대 백악기에 형성되었으며 시마무라 신베이(島村新兵衛)는 진안 지질도폭(1924)에서 진안층군을 밑에서부터 만덕산층, 달길층, 산수동층과 마이산을 구성하는 마이산 역암층으로 구분하였고 갈담 지질도폭(1966) 및 오수 지질도폭(1984)에서도 이 지층명을 그대로 사용하였다. 그러나 손치무(1969)는 진안군과 완주군 경계의 웅치(곰티재) 지역에서 마이산 역암과 유사한 역암이 산수동층과 유사한 셰일 밑에 놓이는 것을 보고, 시마무라 신베이의 만덕산층이 마이산 역암층으로 연속되며 달길층의 대부분도 마이산 역암에 속한다고 하여 이를 웅치 역암으로 명명하였다. 따라서 진안 분지는 웅치 역암을 기저역암으로 하고 그 위에 산수동층이 놓이는 층서를 제안하였다. 손치무에 의하면, 진안군 마령면 동촌리 지역에서 마이산 역암의 자갈의 크기가 작아지며 산수동층 셰일로 점이한다. 그러나 김평기(1987)는 마이산 역암층이 반암의 관입을 받아 변성된 부분이 있고 응회암과 응회질사암이 발견되기 때문에 만덕산층을 최하부로 하고 마이산 역암층을 최상부로 하는 종래의 층서를 따르고 그 사이에 달길층과 산수동층이 엄연히 존재한다고 보았다.

### 퇴적 환경
진안층군의 퇴적 환경은 삼각주 환경을 지시하며 분지 침강이 북동쪽으로 증가하는 조건 하에서 형성된 것으로 추정된다. 진안분지 셰일은 200~300°C의 속성 작용을 받았는데 이는 분지 내 관입한 화성암의 영향으로 추정된다. 진안층군 사암의 녹니석(chlorite)을 이용한 지온 측정 결과는 189~289°C, 평균 247°C의 온도에서 속성 작용이 진행된 것을 지시한다.
진안 분지 서부 완주군 상관면 신리 지역에는 만덕산층과 달길층이 분포하는데, 이곳에서 나타나는 4개 퇴적암상은 호수 기원을 지시한다. 또한 이 지역의 진안층군 내에는 상·하부의 변형되지 않는 퇴적암 층준 내에 습곡과 충상단층이 발달하며, 충상단층은 듀플렉스(duplex) 구조를 보이고 습곡과 충상단층에 인접하여 준(準)퇴적동시성으로 추정되는 정단층이 나타난다. 이를 종합하면 진안 분지는 퇴적물이 퇴적될 때부터 고화(固化)될 때까지 조구조 운동이 지속되었음을 지시한다.

### 만덕산층
만덕산층(萬德山層, Mandeoksan Mt. Formation)은 전북특별자치도 완주군 상관면 마치리의 만덕산(765 m)을 표식지로 하여 진안 분지 북서부인 진안군 부귀면 세동리, 완주군 소양면 신촌리, 상관면 의암리, 신리, 구이면 계곡리, 임실군 신덕면 조월리, 정읍시 산외면 화죽리 지역에 분포한다. 갈담 지질도폭(1966)에 의하면 응회암, 응회질사암, 셰일, 역암 등으로 구성되며 구이면 백여리 지역에서는 북동 55°방향의 배사 습곡 구조를 보인다. 암회색 및 암갈색을 띠는 역암의 자갈은 화강암, 규암, 점판암 등으로 구성된다. 지층의 두께는 800 m 이다. 완주군 소양면 신촌리~진안군 부귀면 신정리 지역의 만덕산층은 역암이 우세하고 사암과 셰일이 협재된다. 역암의 자갈은 편마암, 편암, 규암 및 변성사암으로 구성되며 자갈의 장경은 신촌리에서 최대 20 cm 정도이다. 층리가 비교적 잘 발달하고 소규모의 단층면이 관찰되며 여러 곳에 규장질 암맥이 관입하였다.

### 달길층
달길층(達吉層, Dalgil Formation)은 진안군 성수면, 임실군 관촌면 상월리, 신덕면, 완주군 상관면 지역에 넓게 분포하며 두께는 약 1500 m 이다. 주로 응회암과 응회질사암 및 셰일로 구성된다. 진안군 부귀면 세동리 부암마을~우정마을 지역에서는 암회색 셰일이 북동 주향에 남동쪽으로 20° 경사하며 대부분 혼펠스화 되었다. 진안군 성수면 중길리 지역에서는 협재된 셰일과 사암이 거의 다 혼펠스화 되어 있고 곳곳에 소규모의 석영반암이 관입해 있으며 소규모의 배사 습곡 구조로 주향과 경사가 변한다. 진안군 성수면 용포리 송촌마을 지역에서는 흑색 사암이 나타나며 곳곳에 규장암과 우백질 화강암이 관입해 있다. 임실군 신덕면~운암면 사양리 지역에서 응회암은 석영과 풍화된 장석으로 구성된다. 지층의 두께는 600 m 이다.

### 산수동층
산수동층(山水洞層, Sansudong Formation)은 진안군 성수면 좌포리 산수동마을을 표식지로 하여 마령면 덕천리, 성수면 도통리, 외궁리, 좌산리, 신기리 지역에 분포한다. 진안군 마령면 덕천리 판치저수지 동변에서는 녹회색 사암 내에 박층의 암회색 내지 흑색 셰일이 협재하며 북동 주향에 남동쪽으로 30~35° 경사한다. 진안군 성수면 외궁리 지역에서는 흑색 셰일과 역암이 호층을 형성한다. 성수면 신기리~임실군 관촌면 복흥리 지역에서는 사암과 셰일이 교호하며 주향은 북동 10~40°에 남동쪽으로 경사한다. 임실군 관촌면 지역에서는 주로 사암과 셰일의 호층으로 구성되며 사암은 세립 및 중립질의 담회색 알코스사암이고 점이층리와 사층리가 발달한다. 가끔 1 mm 미만의 자갈을 포함하는 역질사암이 협재된다. 임실군 신평면 대리 지역에서는 흑색 셰일 내에 나무줄기 모양의 화석 파편들이 산출된다. 지층의 두께는 600 m 이다.
이상헌 외(1998)는 진안 분지 내 8개 지역의 산수동층에서 양치식물에 속하는 포자 화석을 발견하였다. 현미경 하에서 포자와 식물성 조각의 색은 유기물이 200°C 이상의 온도에서 열변질을 받은 것으로 나타났는데, 이는 진안 분지 발달 후 우수향 주향 이동 단층의 파쇄대를 따라 마그마의 관입과 분출에 의한 것으로 해석된다. 또한 포자 화석과 기 발표된 연구 결과를 종합하여 산수동층은 백악기 바렘절(Barremian)에 해당하는 것으로 추정된다.

### 마이산 역암층
마이산 역암층(馬耳山 礫巖層, Maisan Conglomerate Formation)은 마이산을 표식지로 하여 진안 분지 남동부의 진안군 진안읍 연장리, 마이산, 마령면 동촌리, 강정리, 내동산(887 m), 임실군 임실읍 금성리, 두곡리, 용요산(491 m), 백이산(530 m), 운암면 학암리를 지나 청웅면 향교리에서 폭이 좁아져 강진면 갈담리 북방에서 단층에 잘려 더 이상 분포하지 않는다. 임실읍 현곡리까지는 편상 화강암과 단층으로 접하나 그 이남에서는 부정합 관계이며 안산암 및 유문암에 의해 관입당하거나 부정합 덮힌다. 자갈은 분급이 나쁘고 아원형 내지 아각형이며 종류는 화강암질 편마암, 화강암, 흑운모 편마암, 규암, 흑색 점판암, 천매암, 석영맥, 안산암질암 및 사암 등으로 다양하다. 지층의 두께는 1000~1500 m 이다.

### 화성암
임실군 지역에서 도로 확장 공사 중 발견된 화산암 노두에서는 안산암, 안산암질 응회암, 안산암질 화산각력암과 함께 화도(volcanic vent)와 마그마 주입(magma injection)과 같은 화산 기원 구조가 발달한다. 진안 분지와 무주 분지가 형성될 때 주변 단층이 지하 깊은 곳까지 연결되어 이 단층들을 통해 마그마가 이동해 두 분지에 화산암과 화산쇄설암이 형성된 것으로 추정된다.

## 경계 단층
진안 분지의 북서부와 남동부 경계는 단층으로 중생대 백악기 진안층군과 영남 육괴의 선캄브리아기 화강편마암(남동측) 및 화강암(북서측)이 단층으로 접한다. 정성태 외(1996) 완주군 구이면의 상관저수지에서 고해상도 반사파 탐사를 수행하여 4개 지층을 구분하였는데, 최하부의 습곡된 퇴적층(제4층)은 진안 분지가 형성된 후 압축 환경을 지시하며, 그 위의 퇴적층(제3층)에는 거의 수직 경사의 단층이 여러 개 발달하며 압축 후 인장 환경을 지시한다. 선캄브리아기 편마암과 중생대 퇴적암의 경계 단층은 이 지역에서는 인지되지 않으며 더 북서쪽에 위치한 것으로 추정하였다.

### 광주 단층
한반도 백악기에 형성된 인리형 분지들 중의 하나이며 영동-광주 단층대를 따라 나타난다. 광주 단층은 진안 분지의 북동쪽 끝에서 시작하며 진안군 진안읍 이북에서는 영남 육괴 기반암과 진안 분지 퇴적암의 경계를 형성하는 단층이 관찰된다. 진안 분지의 북쪽 경계를 형성하는 단층은 남쪽으로 광주 단층으로 이어지며, 황재하와 최범영(2012)은 진안 분지의 응력축 방향이 경상 분지에 비해 반시계 방향으로 미세하게 회전한 것이 진안 분지의 경계 단층의 운동에 의한 지괴의 회전에 의한 결과일 가능성을 제시하였다.
전북특별자치도 진안군 용담면 호계리 지점(북위 35° 55′ 48.66″ 동경 127° 27′ 42.89″ / 북위 35.9301833°  동경 127.4619139° ) 지점의 노두는 편마암과 화강암이 혼합된 혼성암(미그마타이트) 중 화강암 부분에 발달하며, 단층면의 주향은 북동 20°, 경사는 남동 65° 이고 녹회색의 단층비지대가 0.5~6 cm 폭으로 발달한다. ESR 연대측정 결과 420±45 ka로 측정되어 이 단층은 제4기에 활동한 활성단층이다.

### 전주 단층
전주 단층은 진안 분지 북서쪽 끝에서 시작되나, 진안 분지 최북단에서 광주 단층과 인접하며 용담호를 지나가면서 옥천대의 경계 단층에 수렴한다.

## 연구

### 지구조 운동
진안 분지의 퇴적 작용이 끝난 후, 진안 분지는 구조적 운동으로 압축을 받아 퇴적 당시의 표고보다 최소 400 m 이상 상승한 것으로 추정된다. 황재하와 최범영(2012)은 진안 분지 내 4개 지점에서 소규모 단층 군집을 분석하여, 진안 분지가 2회의 신장응력기와 3회의 압축응력기를 경험한 것으로 해석하였다. 진안 분지의 지구조 운동사는 경상 분지에서 얻어진 연구 결과와 대체로 일치하나, 경상 분지에서 확인된 전기 백악기의 지구조 운동기가 진안 분지에서는 나타나지 않아 진안 분지의 퇴적은 경상 분지보다는 늦게 시작된 것으로 해석된다. 진안 분지는 신생대에 융기하여 마이산을 형성하였는데 그 원인은 인도 대륙이 신생대에 유라시아판에 충돌할 때 동쪽으로 압축력을 발생시켜 진안 분지를 형성한 단층의 좌수향 주향이동 운동이 우수향으로 전환되어 진안 분지를 포함하여 호남전단대를 따라 형성된 분지들이 융기하였기 때문인 것으로 추정된다.

### 고지자기
암석자기 연구 결과 퇴적암 중 적색 사암은 적철석이, 흑색 사암은 자철석과 자류철석이 재자화 방향을 기록하고 있으며, 이로부터 계산된 고지자기 극은 기존에 보고된 백악기~제3기 초 재자화 방향에서 계산된 고지자기 극과 일치한다.

### 절대연령
진안 분지 내 퇴적암과 화산암에 대한 연대 측정에 기반해, 진안 분지는 97~93 Ma에 분지 남동쪽이 가장 깊은 비대칭 형태로 형성되기 시작하여 퇴적암은 97~92 Ma에 퇴적이 시작되었고 적어도 85~84 Ma까지 지속된 것으로 추정된다. 동시에 현무암과 현무암질 안산암이 90~92 Ma에 분출하였고 이후 유문암질 마그마가 90~89 Ma에 퇴적암을 관입하였거나 분출하여 덮었고, 85~84 Ma에 안산암질 마그마가 퇴적암을 덮거나 관입하였다. 역암 자갈의 쇄설성 저어콘에 대한 연대 측정 결과는 2048±6.1 Ma, 188.4±0.95 Ma, 87.9±2.1 Ma으로 진안 분지의 최초 퇴적시에는 고원생대, 이후에는 쥐라기와 백악기의 암석이 퇴적된 것으로 해석된다. 진안 분지 내 화산암에 대한 칼륨-아르곤 연대 측정 결과는 염기성 화산암이 93.1 Ma, 염기성 화산암을 덮는 산성 화산암이 90.1~88.1 Ma, 산서 화산암을 관입한 중성 암맥이 76.7 Ma 으로 진안 분지 내 화산 활동은 9300만년 전이나 그 이전에 시작되었으며 7600만년 전에는 매우 두꺼운 화산암이 쌓여 있었음을 지시한다.

## 지질유산과노두

### 마이산
마이산(馬耳山)은 전북특별자치도 진안군 진안읍에 있는 산으로 약 1억년 전 자갈이 쌓여 만든 역암으로 구성되어 있으며 마이산 일대에 분포하는 역암 지층을 마이산 역암층이라 한다. 마이산은 중생대 후기 진안 분지에 퇴적물이 쌓여 만들어진 육성 퇴적암으로 약 7천만년 전 지각 변동으로 융기되어 지금의 마이산이 형성되었으며 지금도 민물고기 화석이 간혹 발견된다.
마이산을 남쪽에서 보면 봉우리 중턱 급경사면에는 곳곳에 움푹 패인 크고 타포니 지형을 볼 수 있다. 풍화 작용은 보통 바위 표면에서 시작되나 타포니 지형은 바위 내부에서 시작하여 내부가 팽창하면서 밖에 있는 바위 표면을 밀어냄으로써 형성된다. 남쪽 사면은 햇빛을 많이 받아 결빙과 해빙이 반복되면서 역암의 자갈들이 쉽게 떨어져 나와 타포니 구조를 형성하지만 북쪽 사면은 그렇지 않아 타포니 구조가 없다.
마이산 탑사 일대에는 약 100 m 이상의 역암 절벽이 나타나며 이곳에서는 자갈이 일정한 방향으로 늘어선 역암의 층리면(북위 35° 45′ 19.1″ 동경 127° 24′ 47.5″ / 북위 35.755306°  동경 127.413194° ), 다양한 직경을 보이는 자갈(북위 35° 45′ 20.4″ 동경 127° 24′ 29.7″ / 북위 35.755667°  동경 127.408250° ), 타포니(북위 35° 45′ 17.9″ 동경 127° 24′ 44.1″ / 북위 35.754972°  동경 127.412250° , 북위 35° 45′ 22.7″ 동경 127° 24′ 56.6″ / 북위 35.756306°  동경 127.415722° ), 절리(북위 35° 45′ 18.7″ 동경 127° 24′ 47.1″ / 북위 35.755194°  동경 127.413083° ), 말의 귀[馬耳] 모양 침식 구조(북위 35° 45′ 40.8″ 동경 127° 24′ 54.7″ / 북위 35.761333°  동경 127.415194° ) 등이 관찰된다.
마이산과 역암
- 마이산 주차장의 진안무주 국가지질공원 안내판
- 마이산과 은수사
- 마이산 역암층의 역암

### 거북이바위
진안군 진안읍 연장리 진안산업단지 내 거북이바위(북위 35° 46′ 10.5″ 동경 127° 22′ 44.6″ / 북위 35.769583°  동경 127.379056° )는 거북이 모양의 바위가 있다. 이 바위는 역암과 사암, 셰일 및 기반암인 편암으로 구성되며 거북이의 목 부분은 정단층으로 잘려 있고 단층점토와 단층경면이 관찰된다.

### 현생 하도 퇴적물
진안군 마령면 동촌리 비리소골의 하천(북위 35° 44′ 25.6″ 동경 127° 23′ 43.3″ / 북위 35.740444°  동경 127.395361° )에서 현생 퇴적층의 단면이 드러나 있다. 이 노두에서는 역암, 역질사암, 사암이 관찰된다.

### 하도 구조
진안군 마령면 동촌리(북위 35° 44′ 05.5″ 동경 127° 23′ 05.1″ / 북위 35.734861°  동경 127.384750° )와 평지리(북위 35° 42′ 57.6″ 동경 127° 23′ 14.0″ / 북위 35.716000°  동경 127.387222° )에는 역질사암, 이암, 사암으로 구성된 하도(channel) 구조가 관찰된다.

### 운교리 삼각주 퇴적층
운교리 삼각주 퇴적층(북위 35° 42′ 45.8″ 동경 127° 23′ 37.1″ / 북위 35.712722°  동경 127.393639° )은 진안무주 국가지질공원의 지질명소이며 진안군 백운면 운교리의 만취정 남쪽, 백마교 북쪽 섬진강 하천변에 위치한다. 이곳에 드러난 퇴적암은 길버트형 삼각주(Gilbert-type delta) 환경에서 형성된 지층으로 퇴적물이 전진하면서 형성된 지층이다.

### 진안분지 북동 경계부
진안군 백운면 평장리 하평장마을 야산에는 기반암인 편마암이 드러나 있으며 백마교 남쪽 300 m 지점의 수중보 주변에서는 섬진강 하천 바닥과 산사면에서 역암을 관찰할 수 있다. 이 지역은 분지 경계부로 자갈의 크기와 종류가 다양하다. 백운면 지동마을 옆 야산과 하천 바닥에는 단층 작용으로 형성된 압쇄암(mylonite)과 검은색의 슈도타킬라이트(pseudotachylite), 안구 편마암(augen gneiss)이 발견된다.

## 같이 보기
- 인리형 분지
- 한국의 단층
  - 광주 단층
  - 전주 단층
- 한국의 지질
  - 진안군의 지질
  - 무주군의 지질
  - 진안무주 국가지질공원
  - 임실군의 지질
  - 완주군의 지질